# Schwerpunkt-Weiterbildung Spezielle Geburtshilfe und Perinatalmedizin
Die Schwerpunkt-Weiterbildung Spezielle Geburtshilfe und Perinatalmedizin ist eine in der Musterweiterbildungsordnung der deutschen Bundesärztekammer von 2018 aufgeführte Schwerpunktweiterbildung für Fachärzte für Frauenheilkunde und Geburtshilfe.

## Definition Gebiet Frauenheilkunde und Geburtshilfe
Das  Gebiet Frauenheilkunde und Geburtshilfe umfasst nach der Definition der deutschen Weiterbildungsordnung für Ärztinnen und Ärzte die Erkennung, Vorbeugung, konservative und operative Behandlung sowie Nachsorge von geschlechtsspezifischen Gesundheitsstörungen der Frau einschließlich plastisch-rekonstruktiver Eingriffe, der gynäkologischen Onkologie, Endokrinologie, Fortpflanzungsmedizin, Urogynäkologie, der Betreuung und Überwachung normaler und gestörter Schwangerschaften, Geburten und Wochenbettverläufe sowie der Prä- und Perinatalmedizin.

## Mindestanforderung
Um in Deutschland im Schwerpunkt Spezielle Geburtshilfe und Perinatalmedizin tätig werden zu können, müssen Fachärzte für Frauenheilkunde und Geburtshilfe über die Facharztausbildung hinaus noch eine 24-monatige Weiterbildung in Spezielle Geburtshilfe und Perinatalmedizin an einer anerkannten Einrichtung durchlaufen und eine Prüfung ablegen.
Bei der Anmeldung zur Weiterbildungsprüfung müssen der zuständigen Ärztekammer  sämtliche Nachweise über die erfüllten Mindestanforderungen vorgelegt werden. Dazu gehören auch die Logbuch-Dokumentationen über alle durch die MWBO vorgegebenen Inhalte der Weiterbildung.

## Inhalte der Weiterbildung
Bei der Weiterbildungsprüfung muss man darlegen können, dass man Kenntnisse, Erfahrungen und Fertigkeiten unter anderem in folgenden Bereichen erlangt hat:
- Fetale Fehlbildungen und Erkrankungen
  - Beratung bei gezielten pränataldiagnostischen Fragestellungen sowie weiterführende Diagnostik und Therapie, auch unter Einbeziehung von Pädiatern und Kinderchirurgen einschließlich psychosomatischer Beratung
  - Diagnostik fetaler Entwicklungsstörungen, Fehlbildungen und Erkrankungen
  - Weiterführende differentialdiagnostische B-Modus Sonographien bei Verdacht auf Entwicklungsstörungen oder fetale Erkrankungen oder bei erhöhtem Risiko
  - Fetale Echokardiographie
- Risikoschwangerschaft
  - Betreuung von Risikoschwangerschaften einschließlich Notfallsituationen, insbesondere auch von solchen mit maternaler Erkrankung, wie Schwangerschaftsdiabetes einschließlich Therapie
- Diagnostische Verfahren
  - Invasive prä- und perinatale Eingriffe, z. B. Amniozentese, Chorionzottenbiopsie, Nabelschnurpunktion, Punktionen aus fetalen Körperhöhlen, Amniondrainagen, Fruchtwasserauffüllung
  - Weiterführende differentialdiagnostische Dopplersonographie von fetomaternalen Gefäßen bei Risikoschwangerschaften
- Risikogeburt
  - Leitung und Überwachung von Risikogeburten gemäß Mutterschaftsrichtlinie einschließlich geburtshilflicher Notfallmaßnahmen
  - Wiederbelebungsmaßnahmen beim Neugeborenen
  - Sectiones höheren Schwierigkeitsgrades, z. B. bei Mehrlingsgeburten, Frühgeburten, Plazentaanomalien sowie Re-Sectiones
  - Vaginale operative Entbindungen
  - Entwicklung von Mehrlingen bei vaginalen Entbindungen
  - Risikofaktoren von Beckenendlageentwicklung bei vaginalen Entbindungen
  - Versorgung komplizierter Geburtsverletzungen.[1]

Die Inhalte der Musterweiterbildungsordnung sind allerdings nur eine Empfehlung für die rechtsverbindlichen Weiterbildungsordnungen der Landesärztekammern, die hiervon abweichende Regelungen treffen können.

## Zusatzweiterbildungen
Geburtshelfer und Perinatalmediziner haben die Möglichkeit, sich durch Zusatz-Weiterbildung weiter zu qualifizieren.

### Zusatz-Weiterbildungen für Fachärzte für Frauenheilkunde und Geburtshilfe
Allen Geburtshelferinnen und Perinatalmedizinerinnen stehen die Zusatz-Weiterbildungen offen, welche sich an alle Frauenärzte und Geburtshelfer richten.

### Zusatz-Weiterbildungen für Gebiete der unmittelbaren Patientenversorgung
Darüber hinaus können sich alle Frauenärzte und Geburtshelfer in den Zusatz-Weiterbildungen qualifizieren, die Fachärzten der Gebiete der unmittelbaren Patientenversorgung vorbehalten sind.